# Ángel Leyes
Ángel Leyes (ur. 22 kwietnia 1930 w Talita, zm. 24 czerwca 1996 w Buenos Aires) – argentyński pięściarz.  
Był latynoamerykańskim mistrzem wagi piórkowej w 1948 i 1952 roku. Zdobył także mistrzostwo Argentyny w wadze piórkowej w 1948, 1949 i dwa razy w 1952 roku. Reprezentant kraju podczas igrzysk olimpijskich w 1952 w Helsinkach.
Na igrzyskach w Helsinkach wystąpił w turnieju wagi piórkowej. W pierwszej rundzie przegrał z Sydneyem Grevem reprezentującym Pakistan.